# アムステルダム (軽巡洋艦)
アムステルダム (USS Amsterdam, CL-101) は、アメリカ海軍の軽巡洋艦。クリーブランド級軽巡洋艦の23番艦。艦名はニューヨーク州アムステルダムに由来する。

## 艦歴
「アムステルダム」は1943年3月3日にバージニア州ニューポートニューズのニューポート・ニューズ造船所で起工する。1944年4月25日にウィリアム・E・ハーセンフス夫人によって進水し、1945年1月8日にバージニア州ポーツマスのノーフォーク海軍工廠でアンドリュー・P・ロートン艦長の指揮下就役する。
バージニア州ノーフォーク沖で艤装が完了すると、「アムステルダム」は2月5日に出航しチェサピーク湾で整調訓練を行う。2月17日にハンプトン・ローズを出航しトリニダードへ向けて整調訓練の後半に入る。トリニダードで3月13日まで活動しその後ノーフォークに帰還する。この帰路途中にクレブラ島沖で砲撃訓練を行い、ノーフォークには20日に到着した。ニュージャージー州メイ岬へ砲撃訓練のため巡航した後、3月24日にノーフォーク海軍工廠入りし信頼性試験を行う。
「アムステルダム」は4月20日にチェサピーク湾での演習に向けてノーフォークを出航し、4日後にカリブ海へ向かう。クレブラ島沖、グアンタナモ湾で訓練演習を行った後パナマ運河に向かい5月5日に通過する。5月18日に真珠湾に到着し、ハワイ水域に留まり多くの砲撃訓練、戦術演習を行う。
6月9日に「アムステルダム」はフィリピンのレイテ島に向けて出航する。21日にサンペドロ湾に到着し、第3艦隊に合流する。物資及び燃料を補給し、7月1日に第38任務部隊に配属、日本本土攻撃部隊の対空護衛任務に就く。7月10日、航空機部隊は日本軍の飛行場、軍需施設及び艦艇への攻撃を開始する。この戦闘期間に日本軍の地上及び水上攻撃から空母部隊を護衛した。部隊は東京、呉、神戸、大阪などの都市を攻撃し、8月15日の終戦時に第38任務部隊は東京への攻撃準備中であった。
続く数週に渡って「アムステルダム」は本州の東部水域に留まり、休戦交渉の間に考えられる日本軍の攻撃を警戒した。9月5日に東京湾に入港し、20日まで停泊した。その後帰国の途に就き、沖縄の中城湾と真珠湾を経由し帰還兵を乗艦させ、10月15日にオレゴン州ポートランドに到着する。ポートランドに二週間停泊し、海軍記念日の式典に参加後29日にカリフォルニア州サンペドロに向かう。
「アムステルダム」は11月1日にサンペドロに到着する。調整、維持作業の後11月19日に西海岸を出航し真珠湾に向かう。25日に真珠湾に到着し帰還兵と機材を積み込むと12月12日に出航、18日にサンペドロに到着し1946年初めまで停泊する。1946年1月21日、サンフランシスコに向かう。到着直後乗組員は不活性化および太平洋予備役艦隊入りするための作業に入る。1947年6月30日に退役し、サンフランシスコで保管される。1971年1月2日に除籍され、1972年2月11日にカリフォルニア州ターミナル・アイランドのナショナル・メタル・アンド・スチール社に売却され、その後スクラップとして廃棄された。
「アムステルダム」は第二次世界大戦中の戦功で1個の従軍星章を受章した。